# Mélisande (Bonis)
Mélisande, op. 109, és una obra de la compositora Mel Bonis escrita l'any 1922.

## Composició
L'obra, dedicada «À Paul Locard», existeix en dos formats manuscrits, un dels quals porta la menció «publicat per Leduc». Va ser publicat per Éditions Leduc el 1925, i després fou reeditat per Eschig el 1971, per Lemoine el 1995 i sota el títol Femmes de légende, de Furore el 2004 .

## Anàlisi
Mélisande op. 109 és una obra per piano de la compositora Mel Bonis escrita el 1922 i reeditada l'any 2004 per les edicions Furore.
Forma part d'un conjunt d'obres que descriuen set figures femenines de la mitologia o la literatura amb destí llegendari, inspiradores de la compositora. Aquestes peces mostren figures arquetípiques de les diferents dones i permeten una reflexió entorn de quin lloc ocupen i quin destí els espera.
El cicle fou recollit de forma pòstuma per la seva besneta Christine Géliot en una suite titulada « Femmes de légénde (dones de llegenda) 1909-1922 », que també inclou Phoebé, Ophélie, Viviane, Salomé, Écho, Desdèmona, Cléopatra i Omphale.
Considerada per la mateixa Bonis com la seva 'obra favorita' (Mel Bonis va anotar, en el seu catàleg manuscrit «el meu preferit» al costat del títol), aquesta peça ens transporta directament al poema simbolista Pelléas et Mélisande (1893) de Maurice Maeterlinck. La interpretació de l'obra requereix uns requisits tècnics força avançats, i evoca, pel seu títol i la seva estètica, una obra propera al simbolisme. La recreació impressionista del daurat, lluminosos i esmunyedissos cabells de Melisande, a través de cadenes inacabables d'arpegis en fuses, va gaudir d'un gran èxit a la seva època.
Presenta una escriptura fluida i explota recursos diferents dels de Phoebe. La textura de la peça es pot definir com una melodia acompanyada, però resulta diferent, per exemple, del cant que apareix a Desdèmona. Aquí, la línia superior està dividida constantment en fragments breus, molt expressius, i està formada per idees poc caracteritzades motívicament, que evoquen un caràcter capritxós. Aquest moviment sinuós és el resultat de canvis de tessitura i de múltiples variacions de tempo. Hi ha una al·lusió a l'obra «Reflexos a l'aigua d'Imatges de Claude Debussy, que està escrita en la mateixa tonalitat (re bemoll major). En ambdues peces, una figura arpegiada que provoca un canvi sobtat de textura s'eleva cap al registre agut sense suport del registre greu, passant d'una mà a l'altra i dibuixant un ampli arc - a partir de l'acord de do major - abans de tornar al seu punt de partida.
Segons François de Médicis, si la compositora pretenia dibuixar el retrat de Mélisande, va aconseguir captar el caràcter delicat i evanescent de la jove i el seu estat d'ànim canviant i impredictible. Aquesta imprevisibilitat també es veu reflectida en els símbols i els atributs amb què Maurice Maeterlinck envolta la jove en el retrat, com els seus abundants cabells, l'aigua o els coloms. La cita a Debussy és un fragment on apareix una corba melòdica seguida d'un cop, que suggereix el moment en què Mélisande llança el seu anell tres vegades a l'aire i després aquest cau i s'enfonsa. Després d'una pausa, el discurs continua amb un esperit diferent de l'anterior, amb material nou escrit en un registre inferior. Aquests compassos podrien voler mostrar la resposta de Pelléas quan Mélisande li pregunta «Què li direm a Golaud si li pregunta on és?».
El passatge solemne dels darrers compassos recorda el final del primer moviment del seu Quartet per piano núm. 2. Les dues obres van ser compostes alhora i són publicades amb dos anys de diferència.

## Recepció
L'obra es va representar per primera vegada el 26 de febrer de l'any 1927, durant un concert organitzat per la mateixa compositora. El concert va tenir lloc a la sala de música del Conservatori de París. Mel Bonis és l'autora de la major part del programa. En destaca el Quartet per a piano núm. 2, la seva Suite per a violí i piano, Salomé, Mélisande, la seva Sévillana i la seva Rigaudon. Tanmateix, no s'ha conservat cap Rigaudon entre les obres de la compositora i es podria suposar que es tracta d'un error de transcripció del programa, ja que també hi havia Rigaudon de Maurice Ravel. Entre d'altres, s'hi troben obres de Georges Migot, Henri Duparc, Gabriel Fauré i Alexandre Glazounov,. El repertori probablement fou interpretat pel pianista M. Moreau-Leroy.
La Fantasia es va representar, en la seva forma per septet, al castell de Morsbroich, a Leverkusen, l'any 1998, en cooperació amb la Societat Franco-Alemanya.

## Discografia
- Mel Bonis 1858-1937 Piano works, Veerle Peeters (piano), Et'Cetera, 2010.